# Тайад
Тайа́д (фр. Taillades, окс. Lei Talhadas) — коммуна во французском департаменте Воклюз региона Прованс — Альпы — Лазурный Берег. Относится к кантону Кавайон.

## Географическое положение

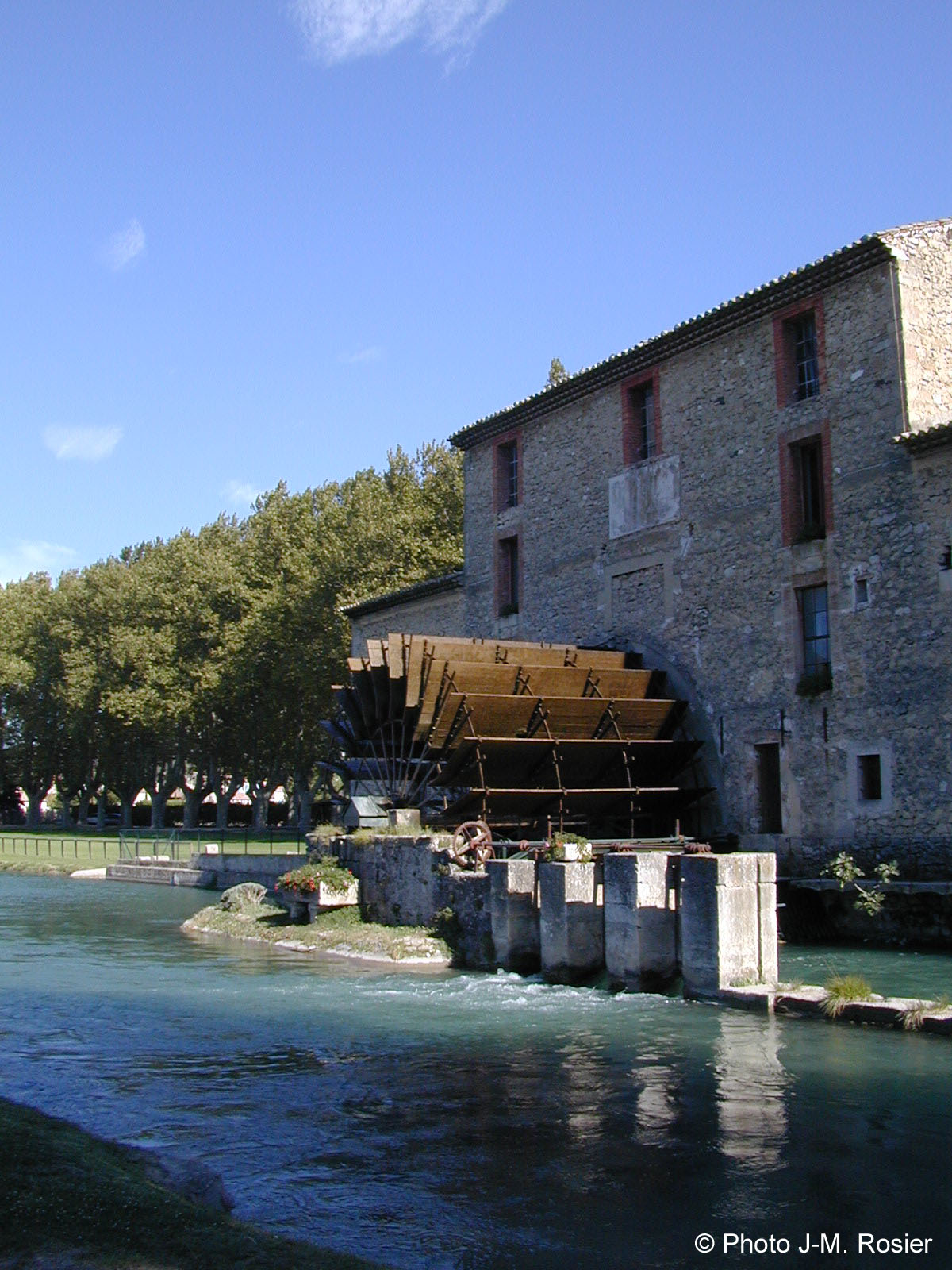
Мельница Сен-Пьер.

Тайад расположен в 26 км к юго-востоку от Авиньона и в 4 км к востоку от Кавайона. Соседние коммуны: Робьон на северо-востоке, Мобек и Оппед на востоке, Шеваль-Блан на юго-западе, Кавайон на западе.
Деревня возникла вокруг бывшего карьера на западном краю Люберона.

## Гидрография
Через коммуну проходит канал Карпантра. Кроме этого, по территории коммуны протекает река Булон.

## Демография
Население коммуны на 2010 год составляло 1959 человек.
| 1962 | 1968 | 1975 | 1982 | 1990 | 1999 | 2010 |
| ---- | ---- | ---- | ---- | ---- | ---- | ---- |
| 525  | 695  | 1211 | 1501 | 1642 | 1793 | 1959 |

## Достопримечательности
- Мельница Сен-Пьер, 1859 года.
- Бывший карьер, ныне естественный театр.
- Замок XVII века.
- Часовня Сент-Люсия, памятник истории.
- Часовня Сен-Жан.
- Башня.